# Bieszczady-Nationalpark
Der Bieszczady-Nationalpark ([bʲɛʃˈʧadɨ]; poln. Bieszczadzki Park Narodowy) wurde 1973 im Süden der Waldkarpaten eingerichtet. Der Nationalpark ist mit einer Fläche von über 29.000 Hektar der größte polnische Gebirgs-Nationalpark. In der teilweise menschenleeren Region haben viele seltene Tiere ihr Rückzugsgebiet. Es leben dort Wolf, Braunbär, Eurasischer Luchs, Europäische Wildkatze, Rothirsch und Wildschwein, aber auch der 1963 wieder ausgewilderte Wisent. Insgesamt wurden 58 Säugetierarten und 144 Vogelarten nachgewiesen, darunter Uhu, Habichtskauz, Weißrückenspecht, Schwarzstorch, Wachtelkönig und Schreiadler.
Durch den Park führen ausgewiesene Wanderwege  mit einer Gesamtlänge von 206 km. Am Rande des Nationalparks finden sich auch Unterkünfte. Im 650 Meter hoch gelegenen Ort Ustrzyki Górne hat die Verwaltung des Nationalparks ihren Sitz, und dort laufen einige Wanderwege zusammen.
Der Bieszczady-Nationalpark erstreckt sich vom 930 Meter hohen Gipfel Wierch Lacynowy und dem 1222 Meter hohen Smerek oberhalb des Dorfes Smerek im Nordwesten über die Bergrücken Połonina Wetlińska und Połonina Caryńska in südöstlicher Richtung bis jenseits Wołosate zur slowakischen und ukrainischen Grenze. Er ist Teil des 1992 geschaffenen UNESCO Biosphärenreservats Ostkarpaten.

## Besetzung
Im Januar 2021 wurden Teile des Waldes besetzt. Das feministische Kollektiv Wilczyce errichtete Baumhäuser und Strukturen ähnlich denen im Hambacher Forst und Dannenröder Wald aus Protest gegen die geplante Rodung von 30 % des Baumbestandes im Kartensegment 219a. Der Protest richtet sich gegen die Zerstörung des Naturraumes, sowie den menschgemachten Klimawandel und die europäische Außen-, Sicherheits und Flüchtlingspolitik.
Die Räumung der Besetzung erfolgte am 8. August 2022 durch den polnischen Grenzschutz und die Polizei. Offiziell suchten die Behörden nach russischen Soldaten, ein Drogenfund wird behauptet. Nachdem die Aktivisten in Polizeigewahrsam genommen wurden zerstörten Waldarbeiter die Infrastruktur der Besetzung.

## Einzelnachweise

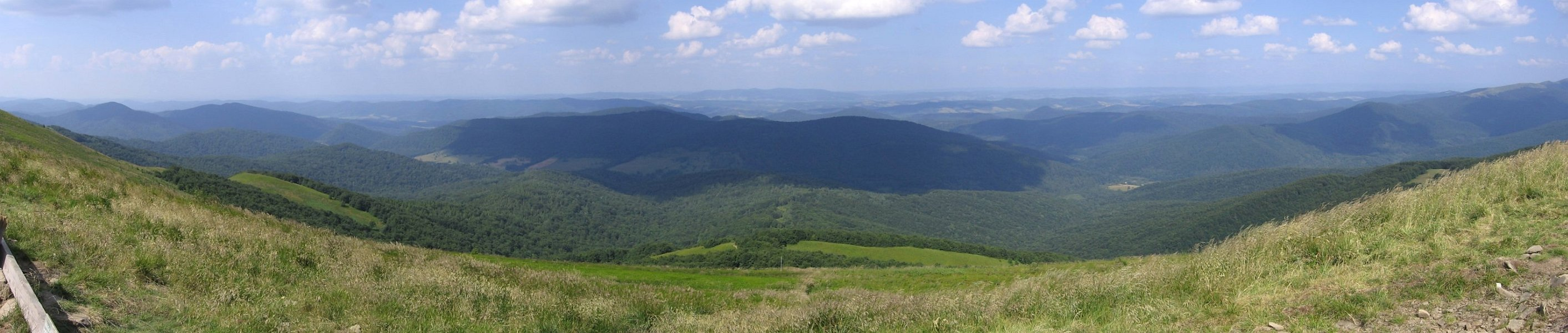
Blick von der Połonina Caryńska